# Dietlinde
Dietlinde ist ein weiblicher Vorname.

## Herkunft und Bedeutung
Der Name ist aus den beiden Namenselementen theodo „Volk“ und lind „Schlange (Kenntnis des Geheimen)“ oder „Schild“ zusammengesetzt. Eine frühe Namensträgerin ist die Langobardenkönigin Theudelinde.

## Namenstag
Namenstag von Dietlinde ist der 22. Januar.

## Bekannte Namensträgerinnen
- Dietlinde Gipser (1941–2023), deutsche Soziologin
- Dietlinde Greiff (* 1939), deutsche Schauspielerin
- Dietlinde „Lilli“ Gruber (* 1957), italienische Journalistin und Politikerin
- Dietlinde Munzel-Everling (* 1942), deutsche Rechtswissenschaftlerin und Rechtshistorikerin
- Dietlinde Stengelin (* 1940), deutsche Malerin der Gegenwart
- Dietlinde Turban (* 1957), deutsche Schauspielerin